# Monastero Nikolo-Perervinskij
Il monastero Nikolo-Perervinskij (in russo Николо-Перервинский монастырь?) è un monastero di Mosca. Situato nel distretto sud-orientale della capitale russa, dal 1995 possiede lo status di metochio del patriarca di Mosca e di tutte le Russie.

## Storia
Il monastero consacrato in onore di San Nicola fu fondato probabilmente nel XV secolo nella zona di Pererva (da ciò l'appellativo Perervinskij), vicino al fiume Moscova. La prima menzione documentale del monastero risale al 1623, durante il regno dello zar Michele. Si può supporre che la struttura sia stata devastata dai polacchi durante il Periodo dei torbidi e che lo zar provvide alla ricostruzione. Nel 1649, grazie ad una serie di consistenti donazioni, fu costruita la prima chiesa in pietra del monastero, quella dedicata alla Dormizione di Maria. Successivamente furono costruiti un campanile ed una chiesa consacrata a San Sergio di Radonež.
Il momento di maggior prestigio del monastero coincise con il periodo in cui la Chiesa ortodossa russa fu guidata dal patriarca Adriano, il quale fece del monastero la propria residenza estiva e promosse la costruzione della chiesa di San Nicola (1696-1700), che divenne catholicon del monastero stesso. Nel 1775 il metropolita di Mosca Platone II operò una scelta di grande importanza per la storia della struttura. In quell'anno il monastero fu scelto per ospitare un nuovo seminario teologico. Due futuri metropoliti di Mosca, Agostino e Serafino, si formarono presso il suddetto seminario.
Nel 1908 fu consacrata la monumentale cattedrale dedicata all'icona della Panagia Portaitissa, detta anche Vergine Iberica. La dedicazione a quest'icona mariana non fu casuale. Il monastero, infatti, aveva in custodia la famosa cappella iberica posta ai piedi della Porta della Resurrezione di Mosca. Da essa traeva le proprie entrate ed il proprio sostentamento. Ulteriori fondi provenivano inoltre dalla Torre Sucharev e da alcuni skita sparsi per la città. Il monastero subì la chiusura nel 1928, a causa della politica antireligiosa perseguita dalle autorità sovietiche. Tornò alla propria destinazione religiosa nel 1991.

## Architettura
Il monastero attualmente ospita al proprio interno le seguenti chiese:
- La cattedrale iberica, costruita tra il 1904 ed il 1908;
- La chiesa della Theotókos di Tolga, risalente al 1735;
- La chiesa di San Sergio, costruita nel XVII secolo;
- La chiesa di San Nicola, ex catholicon del monastero.

La grande cattedrale neobizantina consacrata in onore dell'icona della Vergine iberica fu progettata dall'architetto Pёtr Vinogradov. L'edificio può ospitare fino a 3.000 fedeli.

## Galleria d'immagini

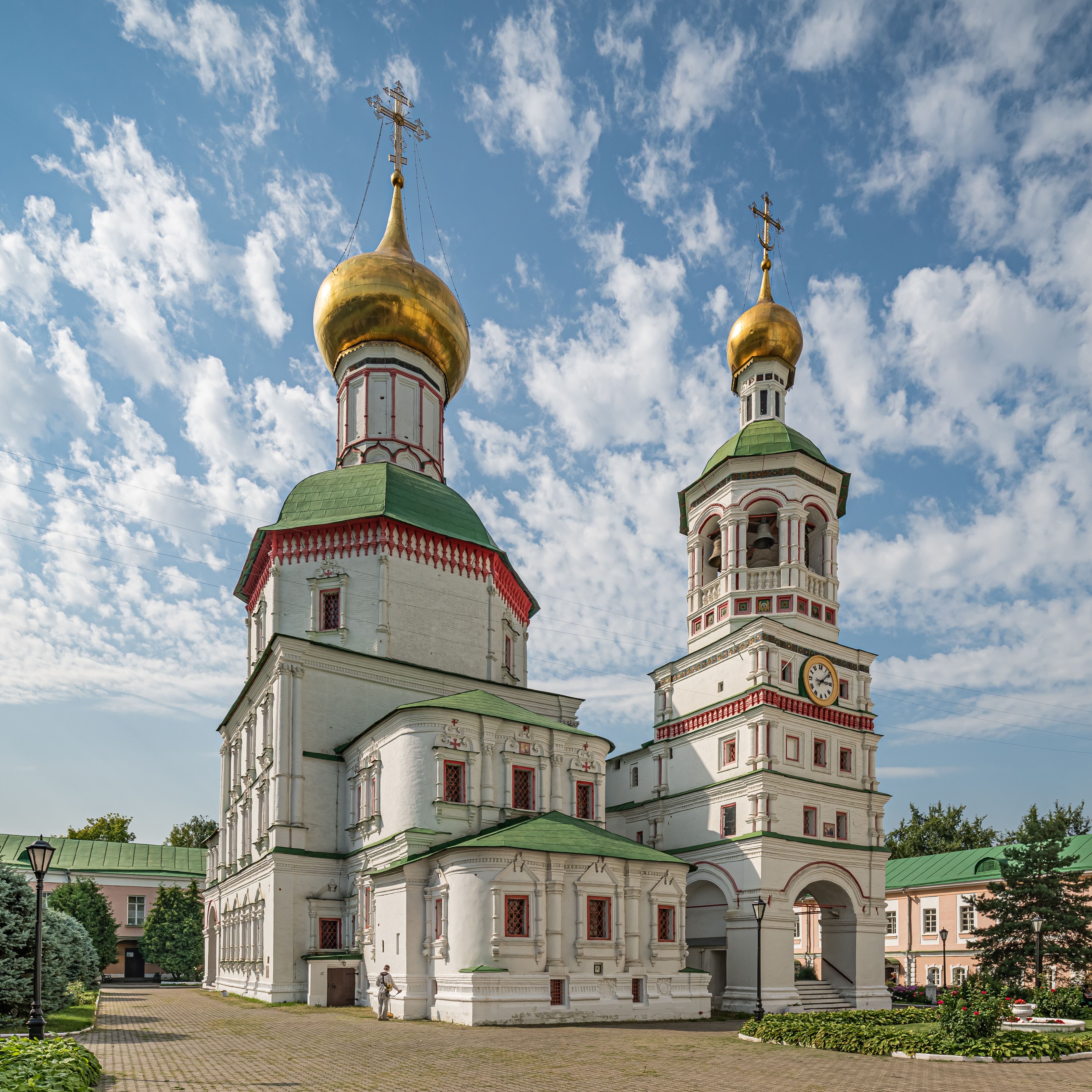
Chiesa di San Nicola
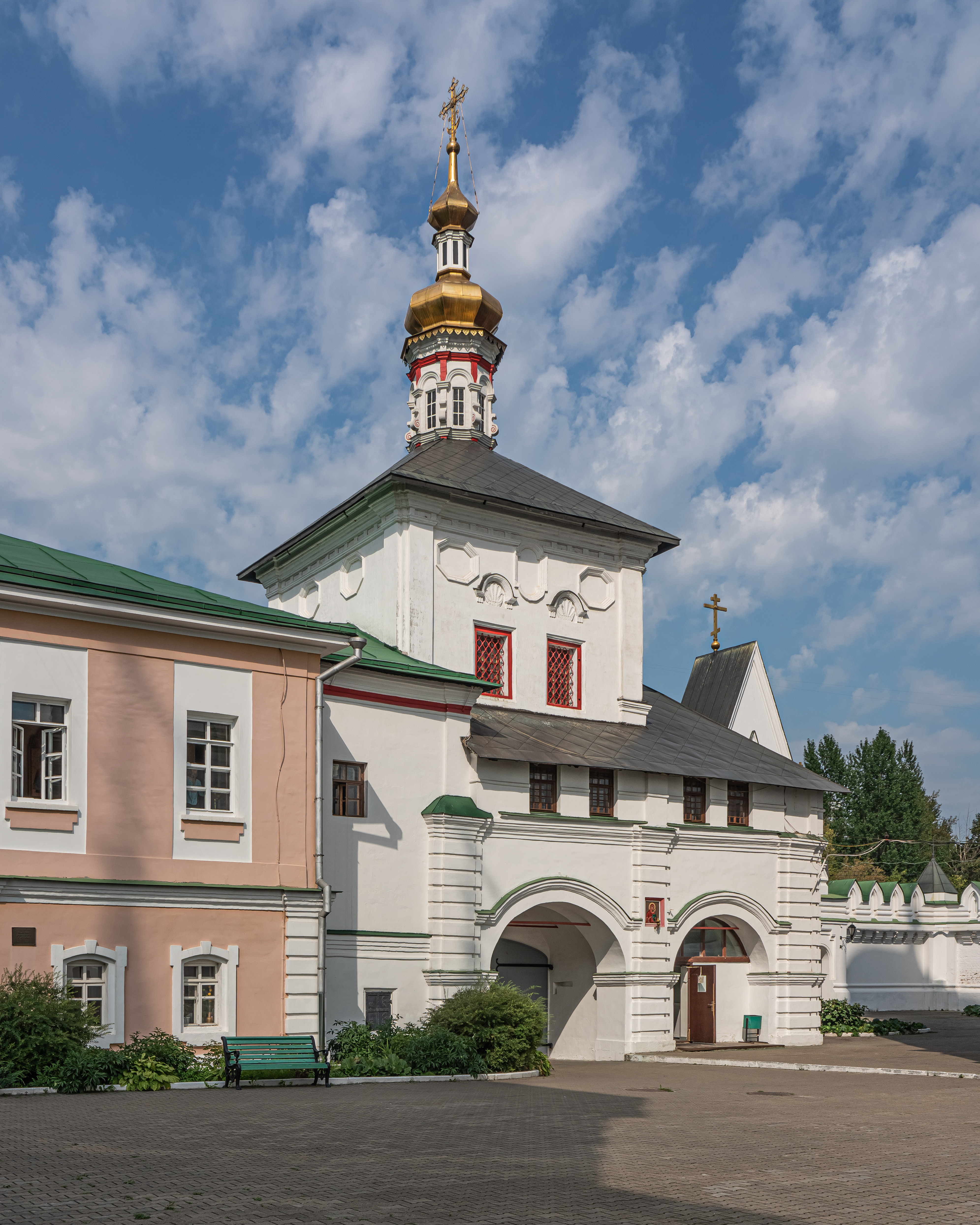
Chiesa della Theotókos di Tolga
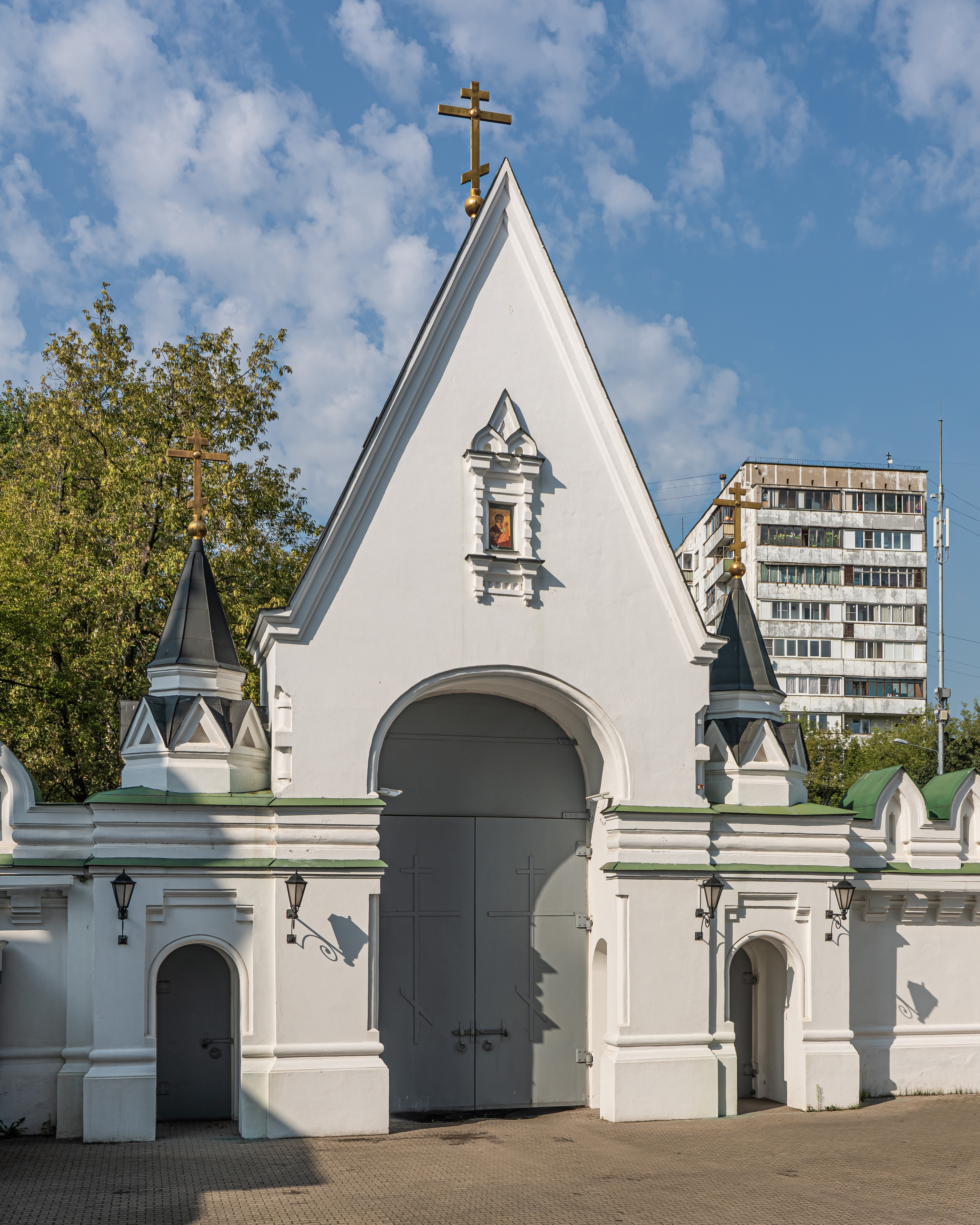
Porta del monastero
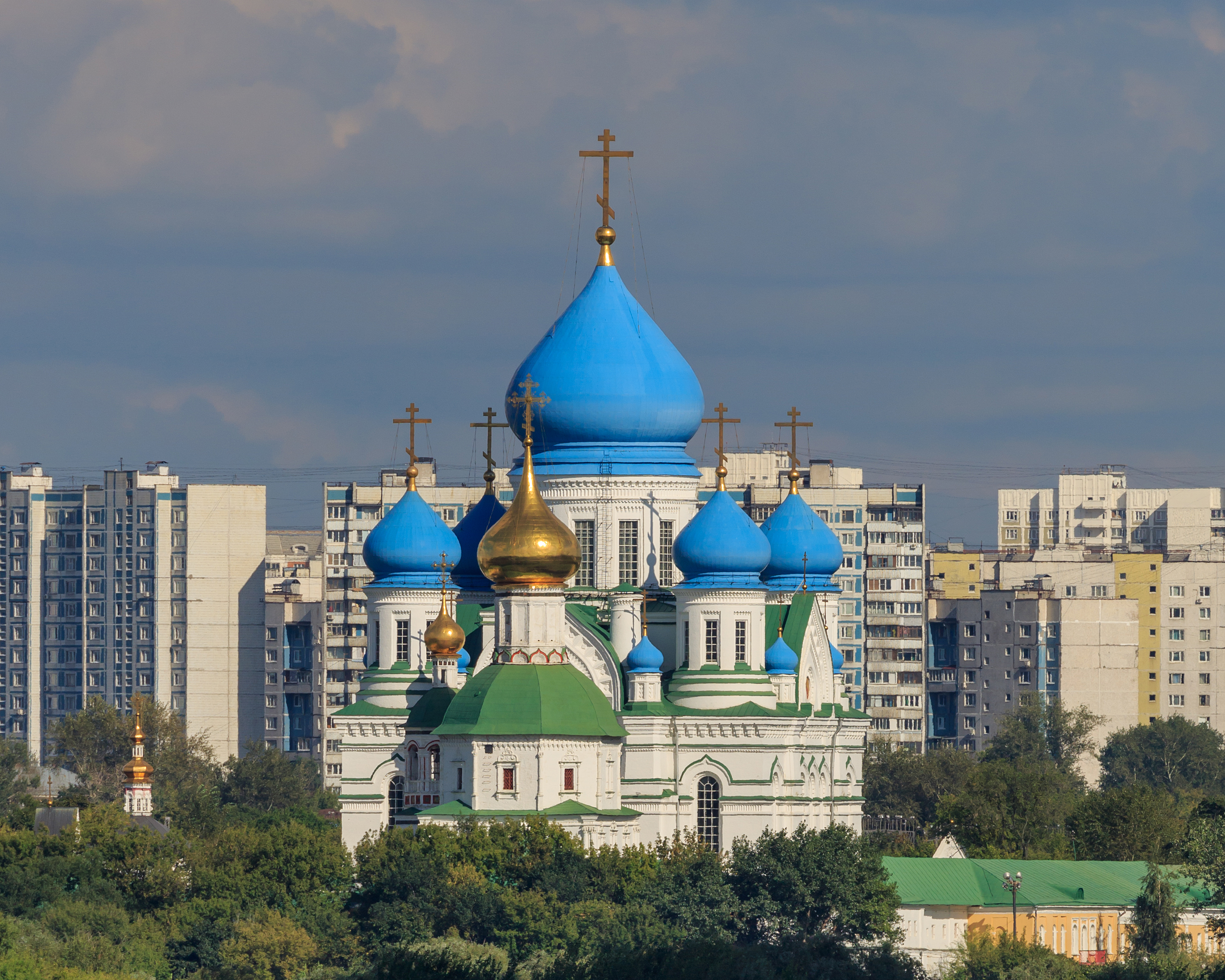
La cattedrale iberica